# Ludvig Norman
Ludvig Norman, celým jménem Fredrik Vilhelm Ludvig Norman (28. srpna 1831 Stockholm — 28. března 1885 Stockholm), byl švédský hudební skladatel, dirigent, klavírista a učitel hudby. Spolu s Franzem Berwaldem a Adolfem Fredrikem Lindbladem se řadí mezi nejvýznamnější švédské symfoniky 19. století.

## Biografie
Norman se učil hudbě nejprve u skladatele Adolfa Lindblada a později studoval na Lipské Konzervatoři (1848–1852), kde se také seznámil s Robertem Schumannem. V roce 1857 začal učit na Královské hudební akademii ve Stockholmu. Roku 1860 se stal dirigentem Nya harmoniska sällskapet a následující rok získal post kapelníka v Královské švédské opeře.
Roku 1864 se oženil s houslistkou Vilemínou Nerudovou. Jejich syn Ludwig Norman-Neruda byl slavný horolezec.
Jako dirigent se proslavil především premiérou čtvrté symfonie Franze Berwalda, která se uskutečnila 9. dubna 1878.
Německý skladatel Woldemar Bargiel, nevlastní bratr Clary Schumannové, mu věnoval svůj Smyčcový oktet c moll.
Mezi jeho žáky patřily mimo jiné i švédská varhanistka, dirigentka a skladatelka Elfrida Andrée a skladatelka Helena Munktell.
Ludvig Norman zemřel v roce 1885, také ve Stockholmu.

## Vybraná díla
Orchestr
- Symfonie č. 1 F dur, op. 22 (1857)
- Symfonie č. 2 Es dur, op. 40 (1871)
- Symfonie č. 3 d moll, op. 58 (1881)
- Koncertní Předehra Es dur, op. 21 (1856)
- Předehra k Shakespearově Antoniovi a Kleopatře, op. 57 (1881)
- Slavnostní předehra C dur, op. 60 (1882)
- Concertstück pro klavír a orchestr, op. 54 (rev. 1880)

Komorní hudba
- Klavírní trio č. 1 D dur, op. 4 (1849, pub. 1853)[6]
- Klavírní trio č. 2 b moll, op. 38[7]
- "5 Tonbilder im Zusammenhange" pro housle a klavír, op. 6 (1851, pub. 1854)
- Sonáta pro housle a klavír d moll, op. 3 (1848, pub. 1852)[6]
- Klavírní kvartet e moll, op. 10
- Smyčcový sextet A dur, op. 18
- Sextet pro klavír a smyčce a moll, op. 29
- Sonáta pro violu a klavír g moll, op. 32
- Smyčcový oktet C dur, op. 30
- Sonáta pro violoncello a klavír D dur, op. 28
- Smyčcový kvartet č. 1 Es dur (1848)
- Smyčcový kvartet č. 2 E dur, op. 20 (1855, pub. 1882)[8]
- Smyčcový kvartet č. 4 d moll, op. 24[9] (1858)
- Smyčcový kvartet č. 5(?) C dur, op. 41/42 (1871-1883)[10]
- Smyčcový kvartet č. 6 a moll, Op. 65 (1884, pub. 1887)[6][11]
- Smyčcový kvintet c moll, op. 35